# Thannenkirch
Thannenkirch är en kommun i departementet Haut-Rhin i regionen Grand Est (tidigare regionen Alsace) i nordöstra Frankrike. Kommunen ligger i kantonen Ribeauvillé som tillhör arrondissementet Ribeauvillé. År 2022 hade Thannenkirch 457 invånare.

## Befolkningsutveckling
Antalet invånare i kommunen Thannenkirch
| Referens: INSEE |